# Giovanni Battista Salerni
Giovanni Battista Salerni SJ (ur. 24 czerwca 1670 w Cosenzy, zm. 30 stycznia 1729 w Rzymie) – włoski kardynał.

## Życiorys
Urodził się 24 czerwca 1670 roku w Cosenzy, jako syn Domenica Salerniego i Cecilii Constestabile. W 1687 roku wstąpił do zakonu jezuitów, a w 1699 roku przyjął święcenia kapłańskie. Następnie został wykładowcą prawa kanonicznego i teologii, a potem wysłano go na misję dyplomatyczną do Saksonii i Polski, gdzie w 1712 roku nakłonił Fryderyka Augusta do konwersję z kalwinizmu na katolicyzm. Pobłogosławił także jego małżeństwo z Marią Józefą. Ze względu na surowe życie jakie prowadził, bardzo niechętnie przyjął nominację kardynalską i postanowił odmawiać przyjęcia jakiejkolwiek innej kościelnej godności. 29 listopada 1719 roku został kreowany kardynałem prezbiterem i otrzymał kościół tytularny Santa Prisca. Zmarł 30 stycznia 1729 roku w Rzymie.